# Jesús Ocejo
Jesús Alberto Ocejo Zazueta (ur. 16 czerwca 1998 w Hermosillo) – meksykański piłkarz występujący na pozycji napastnika, od 2024 roku zawodnik UdeG.